# Evarcha bihastata
Evarcha bihastata là một loài nhện trong họ Salticidae.
Loài này thuộc chi Evarcha. Evarcha bihastata được Wanda Wesołowska & Anthony Russell-Smith miêu tả năm 2000.